# Xian de Pengshan
Le xian de Pengshan (彭山县 ; pinyin : Péngshān Xiàn) est un district administratif de la province du Sichuan en Chine. Il est placé sous la juridiction de la ville-préfecture de Meishan.

## Démographie
La population du district était de 322 155 habitants en 1999.